# 22 mai 2016
Le dimanche 22 mai est le 124e jour de l'année 2016.

## Décès
- Lucjan Avgustini, Prélat catholique albanais[1].
- Adolf Born, Artiste peintre tchèque[2].
- Velimir Sombolac, Footballeur international yougoslave, champion olympique en 1960[3].
- Bata Živojinović, Acteur serbe[4].

## Événements
- Élection présidentielle en Autriche (2e tour), Alexander Van der Bellen est élu face à Norbert Hofer[5].
- Élections législatives à Chypre .
- Référendum constitutionnel (en) au Tadjikistan.
- Élections législatives au Viêt Nam .
- Ken Loach reçoit la palme d’or du Festival de Cannes 2016 pour son film Moi, Daniel Blake.
- L'équipe canadienne de hockey sur glace conserve son titre de champion du monde en battant à Moscou l'équipe de Finlande 2 à 0[6].